# دبلن الإسكندنافية الأولى

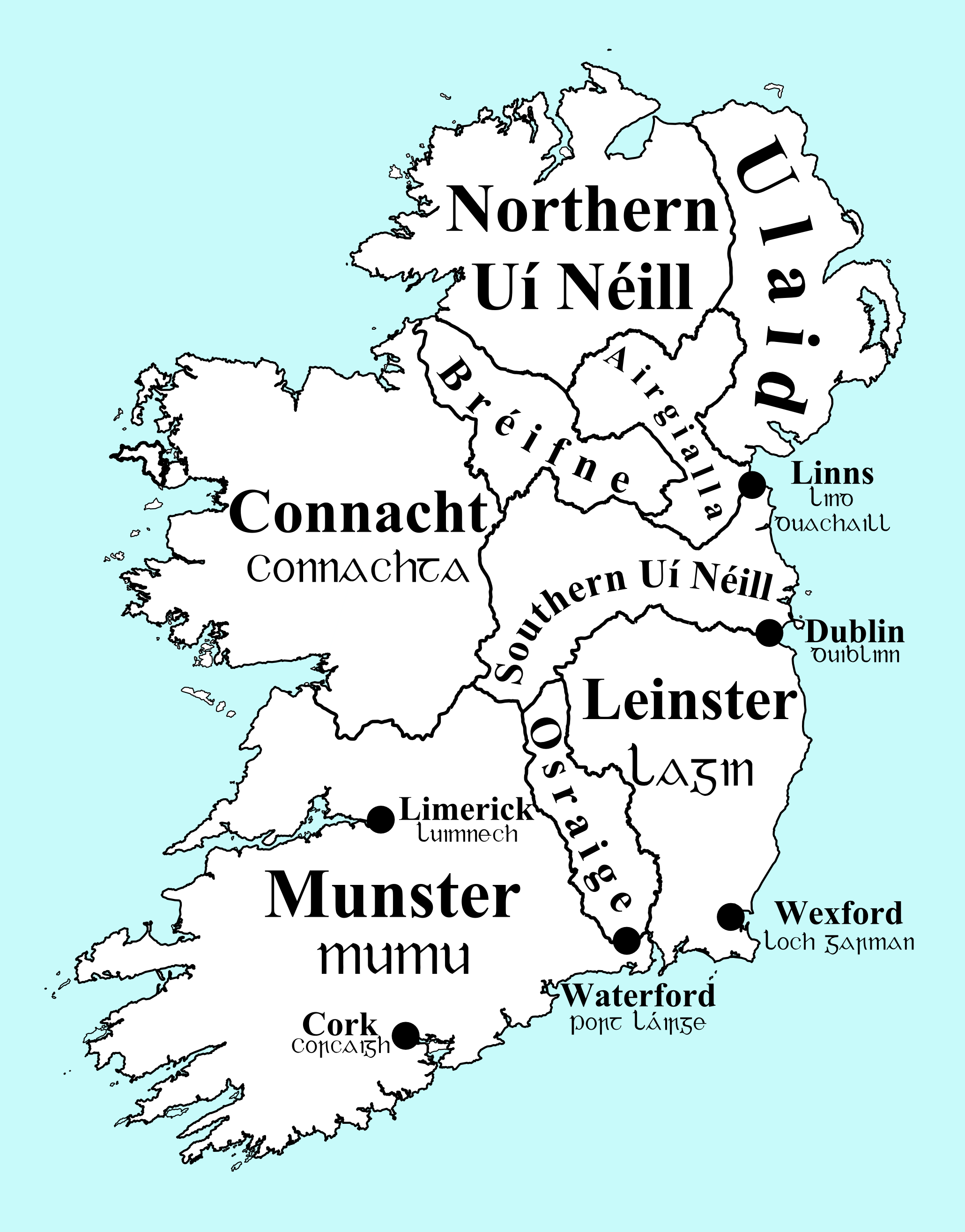
أيرلندا في 900 م.

بدأ عصر الفايكنج الأول في إيرلندا عام 795 عندما بدأوا شن غارات عنيفة على المستوطنات الساحلية الإيرلندية الغالية. على مدى العقود التالية، أصبحت الجماعات المداهمة أكبر حجمًا وأفضل تنظيمًا؛ واستهدفت المستوطنات الداخلية فضلًا عن الساحلية أيضًا؛ بنى المهاجمون معسكرات بحرية تُعرف باسم معسكرات لونجفورت الطويلة للسماح لهم بالبقاء في إيرلندا طوال فصل الشتاء. في منتصف القرن التاسع، أسَّس زعيم الفايكنج تيرجيسيوس أو ثورجيست معقلًا في دبلن ونهب مملكتي لايجين وميث ثم أغار على أجزاء أخرى من إيرلندا. قُتل تورجيس على يد الملك الأعلى مايل سيشنايل ماك مايلي روانيد، أعقب ذلك العديد من الانتصارات الإيرلندية ضد الفايكنج والاستيلاء على دبلن في عام 849. بعد فترة وجيزة، جاءت مجموعة جديدة من الفايكنج المعروفة باسم «دوبغيل آند فينغيل» (الأجانب الظالمين) إلى إيرلندا، واشتبكت مع مستوطني الفايكنج السابقين، الذين يطلق عليهم الآن اسم «فينغيل» (الأجانب العادلين). إن الثروات المتضاربة لهذه المجموعات الثلاث وتحالفاتها المتقلبة إلى جانب أوجه القصور في السجلات المعاصرة وعدم دقة الحسابات اللاحقة، تجعل هذه الفترة واحدة من أكثر الفترات تعقيدًا وأقلها فهمًا في تاريخ المدينة الناشئة. في عام 853، وصل قائد عسكري من الفايكنج يدعى أملايب (النوردية القديمة: أولاف، ربما أولاف الأبيض) إلى المنطقة ونصَّب نفسه ملكًا على دبلن. حكم أولاف مع شقيقيه آيمار (آيفار، ربما آيفار الكسيح) وآيسل (آسل). على مدى السنوات الخمس عشرة اللاحقة أو نحو ذلك، استخدم الإخوة دبلن كقاعدة لهم لسلسلة من الحملات ضد الممالك الإيرلندية. خلال هذه الصراعات تحالفوا لفترة وجيزة مع العديد من الملوك الإيرلنديين. شنَّ الفايكنج في دبلن عددًا من الغارات ضد بريطانيا العظمى في ذلك الوقت. وقد أعقب وفاة آيفار (غير معروف- 873) وأولاف (غير معروف - 874) نشوء صراع داخلي بين الفايكنج. على الرغم من استمرار الحرب المتقطعة بين الفايكنج والإيرلنديين، إلا أن هذه الصراعات الداخلية أضعفت مستعمرات الفايكنج وجعلت من السهل على الإيرلنديين أن يتحدوا ضدهم. في عام 902، شنَّ سيربال ماك مويركاين، ملك لايجين، ومايل فينديا ماك فلاناكاين، ملك بريغا، هجومًا ثنائيًا على دبلن وأخرجوا الفايكنج من المدينة. لكن في عام 914، عاد الفايكنج المعروفين الآن باسم سلالة آيمار (آل آيفار) إلى أيرلندا، وهو ما يمثل بداية عصر الفايكنج الثاني.

## غارات الفايكنج الأولى
في عام 795، أغار الفايكنج (من أصل نرويجي على الأرجح) على الجزر الواقعة قبالة سواحل إيرلندا لأول مرة. وكانت هذه بداية مرحلة جديدة من التاريخ الإيرلندي التي أظهرت العديد من المجتمعات الأصلية - ولا سيما المجتمعات الكنسية – التي نزحت إلى مكان آخر في القارة أو أبعد من ذلك في أماكن مثل أيسلندا وجزر فارو هربًا من السفاحين الوثنيين. ولنحو عقدين من الزمان، حصر الغزاة أنشطتهم ضمن المستوطنات الساحلية؛ إذ كانت الفرق الهجومية صغيرة بوجه عام ولا يوجد دليل على أن أيا منها قد بقي في فصل الشتاء خلال هذه المرحلة المبكرة من الغارات. عادةً، يصل الفايكنج إلى المنطقة دون سابق إنذار، وينهبون السلع ويأسرون أكبر عدد من السكان – إذ يباع الناس كعبيد، على الرغم من أن الشخصيات البارزة يتم أسرها في كثير من الأحيان للحصول على فدية - قبل التراجع إلى قواعدهم الإسكندنافية أو البريطانية. استمرت هذه الفترة من عام 795 حتى عام 813 ثم فجوة كبيرة لمدة ثماني سنوات.
ومن المُعتقد الآن أن هذه الغارات الأولى قد بدأت مباشرة من جنوب غرب النرويج، وأنه خلال فترة الركود (814-820) تم احتلال الفايكنج النرويجيين في شمال بريطانيا، ما أرسى أسس مملكة جديدة يُشار إليها في المصادر الإيرلندية باسم لايثليند (في وقت لاحق لوكلاين). يُعتقد أن مملكة لايثليند تابعة للنرويج لكنها الآن معروفة بتبعيتها لمستوطنات الفايكنج في الجزر البريطانية، وخاصة تلك الموجودة في اسكتلندا الإسكندنافية.
في عام 821، استؤنفت الغارات على إيرلندا بهجوم على قرية هاوث، حيث اختطف عدد كبير من النساء. لكن نمط هجمات الفايكنج بدأ في التغير: فقد أصبحت المراكز الهجومية أكبر حجمًا وأفضل تنظيمًا؛ واستُهدفت المستوطنات الداخلية وكذلك البحرية الأكثر ضعفًا؛ وأنشئت المعسكرات البحرية للسماح لهم بالبقاء في إيرلندا طوال فصل الشتاء. في موجة ثانية من الغارات، عاد الفايكنج في وقت لاحق كمستوطنين دائمين. ومن المرجح أن هذه الموجة تُعد من الهجمات التي تم تنظيمها في لايثليند - شمال بريطانيا والجزر الإسكتلندية - وليس في النرويج. مع ذلك، ربما مايزال قادة هذه الغارات يُعتبرون من القراصنة، وذلك نتيجة أفعالهم وسلوكهم الشبيه بهم. ومن المرجح أيضًا أن مملكة لايثليند الفعلية لم يتم تأسيسها حتى ثمانينيات القرن العشرين وذلك بعد أن أصبحت الهجمات على إيرلندا أكثر طولًا وتنسيقًا. في عام 833، خلال أحد هذه الهجمات، أبحر فريق هجومي فوق نهر ليفي وشنوا غارة على المستوطنة الرهبانية في كلوندالكين.

## تورجيسيوس
لأكثر من اثني عشر عامًا في منتصف القرن التاسع، عّدَّت معظم غارات الفايكنج في إيرلندا جزءًا من جهود منسقة لغزو البلاد باسم ملك لايثليند. وفي حال اعتبار الروايات اللاحقة صحيحة، فقد تم تدبير هذه الغارات في البداية من قِبَل أحد القادة العسكريين المًشار إليهم في السجلات الإيرلندية باسم تورجيسيوس أو تورجيس أو تورجيس. وفقًا للمؤرخ الآيسلندي من العصور الوسطى، سنوري سترلسون، كان ثورجيلس ابن أول ملك للنرويج، هارالد ذو الشعر الفاتح. وفقًا للترتيب الزمني، فمن المستحيل أن يكون ثورجيلس ابن تورجيسيوس، فقد وُلد هارالد حوالي عام 851، وما تزال هوية تورجيسيوس غير مؤكدة حتى يومنا هذا. يقول بعض المعلقين والمؤرخين أيضًا بأنه أمير الحروب الدنماركي الأسطوري راغنار لوثبروك. وفقًا للمؤرخ ساكسو غراماتيكوس، داهم راغنار إيرلندا، ما أسفر عن مقتل ملك يدعى ميلبريكوس. وقد حُدّد ذلك عن طريق غارة شُنَّت على كونايل مويرثيمن عام 831 حين اختطف الملك مايل بريجيت على يد الفايكينج. تم التعرف على تورجيسيوس بوجوده مع ابن غوثفيث أو غودفريد، الملك الدنماركي الذي حارب شارلمان بين عامي 804 و 810. ومع ذلك، فمن غير المحتمل بأنه، أو أي حاكم آخر من الفايكنج في إيرلندا، من سلالات نرويجية أصلية.
منذ 832 حتى 845، أرعب تورجيسيوس البلاد ونهب عشرات المواقع المسيحية. خلال هذه العمليات، يُفترض أنه أشرف على إنشاء العديد من المستوطنات النوردية - بما في ذلك مستوطنة في دبلن عام 841 - وأصبح ملك النصف الشمالي من الجزيرة، والمعروف في الروايات الإيرلندية باسم ليث كوين أو «كون سيتشاتاش». في ملحمة هارالد التي كتبها سنوري، يخبرنا أن تورجيسيوس استمر بحكم المناطق التي غزاها حديثًا من دبلن، وأنه كان «ملكًا لفترة طويلة على دبلن». غير أنه في حوليات أولستر، لم يُذكر تورجيس إلا فيما يتعلق بمعسكر لوف ري عام 845. ومع ذلك، فمن المحتمل أنه تم تضخيم دور تورجيس عبر التاريخ إلى حد كبير من قِبَل مؤرخين لاحقين ذلك أنه لم يلعب أي دور مباشر أو أساسي في تأسيس دبلن.